# Teresa Grillo Michel
Teresa Grillo Michel (Spinetta Marengo, 25 de septiembre de 1855 - Alessandria, 25 de enero de 1944), fue una monja italiana.

## Biografía
Teresa Maddalena Grillo nació en Spinetta Marengo, un suburbio de Alessandria, y fue la quinta y última hija de Giuseppe, jefe del Hospital Civil de la ciudad piamontesa, y de Maria Antonietta Parvopassu, descendiente de una antigua familia alejandrina. Fue bautizada el 26 de septiembre de 1855. Recibió la Confirmación el 1 de octubre de 1867 y en 1872 hizo su Primera Comunión. Asistió a la escuela primaria en Turín con su madre y su hermano Francesco, que asistió a la Universidad de Turín.
En 1867, tras la muerte de su padre, continuó sus estudios como pasante en el College of English Ladies en Lodi, donde se graduó en 1873.
De regreso a Alessandria, comenzó a frecuentar familias nobles locales (el entorno de donde provenía su madre) y pronto conoció a Giovanni Michel, capitán de los Bersaglieri, con quien se casó el 2 de agosto de 1877.
Luego se mudó con su esposo a Campania, luego a Sicilia y finalmente a Nápoles. Y fue en esta ciudad donde quedó viuda el 13 de junio de 1891, cuando su esposo murió golpeado por una insolación durante un desfile. Por lo tanto, regresó a su ciudad natal.

### Vida religiosa
Cayó en la depresión y salió de ella con la ayuda tanto de la lectura de la vida de san Giuseppe Benedetto Cottolengo, como de la ayuda de su primo sacerdote, Monseñor Prelli. Decidió dedicarse a los pobres y necesitados, acogiéndolos en su palacio. Eligió la enseñanza de Jesucristo "ve y vende ... da a los pobres ... sígueme". El edificio se volvió insuficiente para la cantidad de personas que albergaba, en 1893 lo vendió y compró otro, procediendo con la restauración y ampliación, y dando vida al Pequeño Refugio de la Divina Providencia.
Ese mismo año, el 14 de enero, se inscribe en la Tercera Orden Franciscana. También en 1893 donó su vestido de novia a la Iglesia Capuchina de Alessandria para convertirlo en una vestidura sagrada.

### La fundación de la Congregación
Instada por la Autoridad Eclesiástica, tomó sus votos el 8 de enero de 1899 por el Obispo de Alessandria Giuseppe Capecci, vistiendo el hábito religioso en la capilla del "Pequeño Refugio", donde dio vida con ocho de sus colaboradores de la "Congregación de Hermanitas de la Divina Providencia".  La Congregación recibirá la Aprobación Apostólica de la Santa Sede el 8 de junio de 1942.
El centro de la vida espiritual de las Hermanitas es la Eucaristía, cuyo amor se manifiesta por la imagen que Teresa quería claramente visible en el hábito religioso, así como por la práctica de la oración prolongada ante el Santísimo Sacramento.

### Difusión en Italia y en el extranjero
Durante los años siguientes, el Instituto se extendió a otros lugares del Piamonte, y luego a Lombardía en el Véneto y también al sur de Italia. El 13 de junio de 1900 se extendió a Brasil y en 1927 a Argentina a instancias del Beato Luigi Orione.
En 1902, junto con seis hermanas en La Spezia, en el número 24 de la Stradone d'Oria, creó un jardín de infancia y un taller de costura que bautizó con el nombre de Iolanda di Savoia.
Cruzó el Atlántico ocho veces para llegar a Latinoamérica. El último viaje que realizó en 1928 a la edad de 73 años.

## Canonización
Falleció el 25 de enero de 1944 a la edad de 88 años en Alessandria.
Con el "Proceso Informativo", en 1953 se inició la "Causa de Canonización". Juan Pablo II la beatificó en Turín el 24 de mayo de 1998 con la carta apostólica Si Vis, con motivo de la exposición de la Sábana Santa.
El Martyrologium Romanum coloca el memorial litúrgico de la beata el 25 de enero, mientras que la Congregación de las Hermanitas de la Divina Providencia, adaptándose a las decisiones de la Diócesis de Alessandria, lo recuerda el 23 de enero.

En Alessandria, del Piamonte, en Italia, beata María Antonia (Teresa) Grillo, religiosa, que, habiendo quedado viuda, asumió con misericordia las necesidades de los pobres y, después de vender todas sus posesiones, fundó la Congregación de las Hermanitas de la Divina Providencia (1944).
Martirologio Romano 